# Dimitar Popow
Dimitar Iliew Popow (bulgarisch Димитър Илиев Попов; * 26. Juni 1927 in Kula; † 5. Dezember 2015) war ein bulgarischer Rechtswissenschaftler, Politiker und Ministerpräsident seines Landes.

## Studium und berufliche Laufbahn
Popow absolvierte ein Studium der Rechtswissenschaften an der Kliment von Ohrid – Universität Sofia, das er 1950 abschloss.
Später war er als Rechtsberater verschiedener staatlicher Organisationen tätig, ehe er 1972 Richter am Stadtgericht von Sofia wurde. 1988 wurde sein Vorhaben zur Gründung eines Juristenbundes von den kommunistischen Behörden als verfassungsschädlich eingestuft. 1990 wurde er zum Vizepräsidenten des Stadtgerichts von Sofia ernannt.

## Politische Laufbahn
Popow begann seine politische Laufbahn 1990 nach dem Zusammenbruch der kommunistischen Regierung der Volksrepublik Bulgarien. Zunächst war er Generalsekretär der Wahlkommission zur Durchführung der ersten freien Wahlen zur Nationalversammlung.
Am 7. Dezember 1990 wurde er zum ersten Ministerpräsidenten der erst am 15. November 1990 gegründeten Republik Bulgarien ernannt. Während seiner bis zum 8. November 1991 dauernden Regierungszeit wurde am 1. Februar 1991 die Freigabe der Preise angekündigt sowie die staatliche Festlegung des Wechselkurses verboten.
Außenpolitisch weigerte sich Popow, an einer Konferenz in Athen mit dem griechischen Ministerpräsidenten Konstantinos Mitsotakis und jugoslawischen Präsidenten Slobodan Milošević ohne mazedonische Vertreter teilzunehmen, welche die Zukunft der ehemalige jugoslawische Republik Mazedonien, welche am 8. September 1991 die Unabhängigkeit erklärt hatte, diskutieren sollte. Damit stellte er sicher, dass eine Aufteilung Mazedoniens nicht im Interesse Bulgariens sei und widersetzte sich einer möglichen griechisch-serbischen Grenze.
Nachfolger als Ministerpräsident wurde Filip Dimitrow.

## Spätere Ämter
Nach seinem Rücktritt als Ministerpräsident zog er sich zwar weitgehend aus dem politischen Leben zurück, bekleidete aber mehrere Ehrenämter.
Als Rechtsanwalt gehörte er zu den Mitgründern der Bulgarischen Automobilistenunion. Darüber hinaus war er Mitglied der Vorstände der Nationalen Akademiestiftung und der Zar Boris-Gesellschaft. Im Mai 2001 wurde er zum Vorsitzenden der Schiedsgerichtskommission des Boxverbandes gewählt. Im selben Jahr war er auch Berater des Justizministeriums für die Überarbeitung der Rechtsordnung.